# Drymaplaneta heydeniana
Drymaplaneta heydeniana es una especie de cucaracha del género Drymaplaneta, familia Blattidae, orden Blattodea.

## Distribución
Se distribuye por Australia: Australia Occidental.

## Taxonomía
Fue descrita por Saussure en 1864 y publicada en Saussure. 1864. Rev. Mag. Zool. 2(16).